# Casseuil
Casseuil is een gemeente in het Franse departement Gironde (regio Nouvelle-Aquitaine) en telt 357 inwoners (2005). De plaats maakt deel uit van het arrondissement Langon.

## Geografie
De oppervlakte van Casseuil bedraagt 6,4 km², de bevolkingsdichtheid is 55,8 inwoners per km².
De gemeente situeert zich op de rechteroever van de Garonne op 56 km van Bordeaux.
De Dropt stroomt door het zuiden van de gemeente.
De onderstaande kaart toont de ligging van Casseuil met de belangrijkste infrastructuur en aangrenzende gemeenten.

## Demografie
Onderstaande figuur toont het verloop van het inwonertal (bron: INSEE-tellingen).